# 阿寒湖
阿寒湖（日语：／ Akan-ko */?）是位於日本北海道釧路市阿寒町的淡水湖泊，全域被劃入阿寒摩周國立公園，以盛产毬藻和鳟鱼闻名，湖水清澈，风景秀丽，在湖的南岸有阿寒湖溫泉，為道東著名的旅游胜地。阿寒的名稱來自阿伊努語的「akam」（車輪）。
阿寒湖周邊的氣溫非常寒冷，年均溫只有攝氏3.9度，1月和2月最低的平均低溫甚至達到攝氏零下30度。
2005年11月，阿寒湖被列入国际重要湿地名录。

## 歷史
古阿寒湖為一破火山口地形所形成的圓形湖泊，雌阿寒岳則是此破火山口外輪山的一部分。在約一萬年前，新的火山活動在古阿寒湖的中間形成了雄阿寒岳，使得古阿寒湖被分成現在的阿寒湖、上沼、下沼三個湖泊。

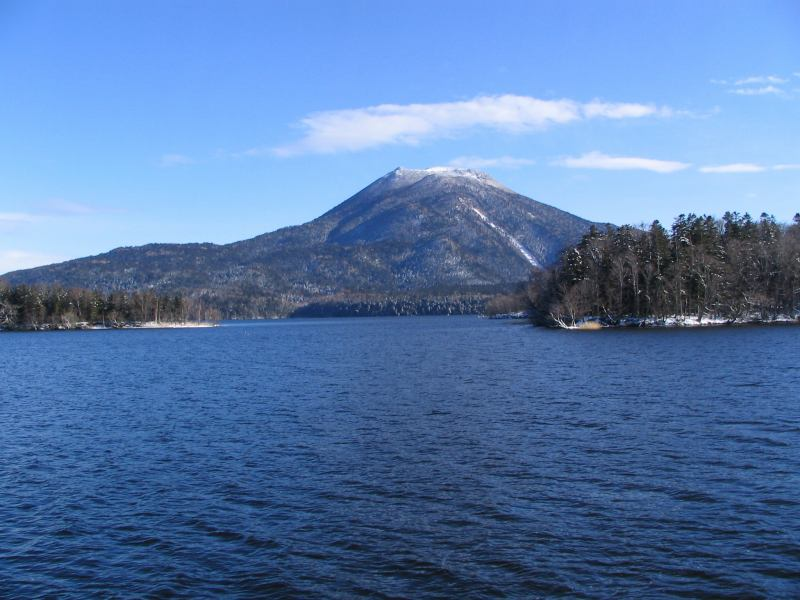
阿寒湖和雄阿寒岳
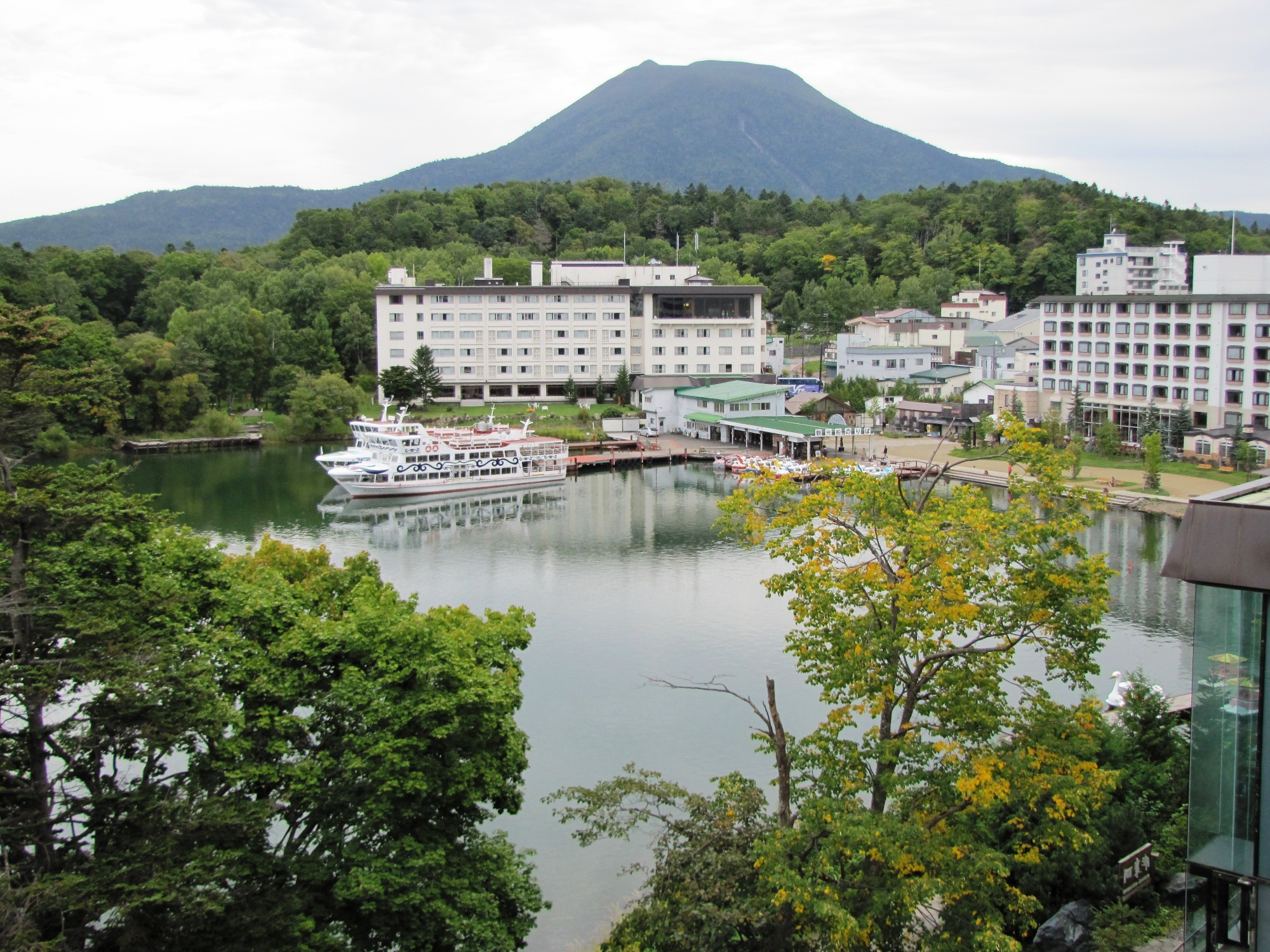
阿寒湖及湖畔的阿寒湖溫泉
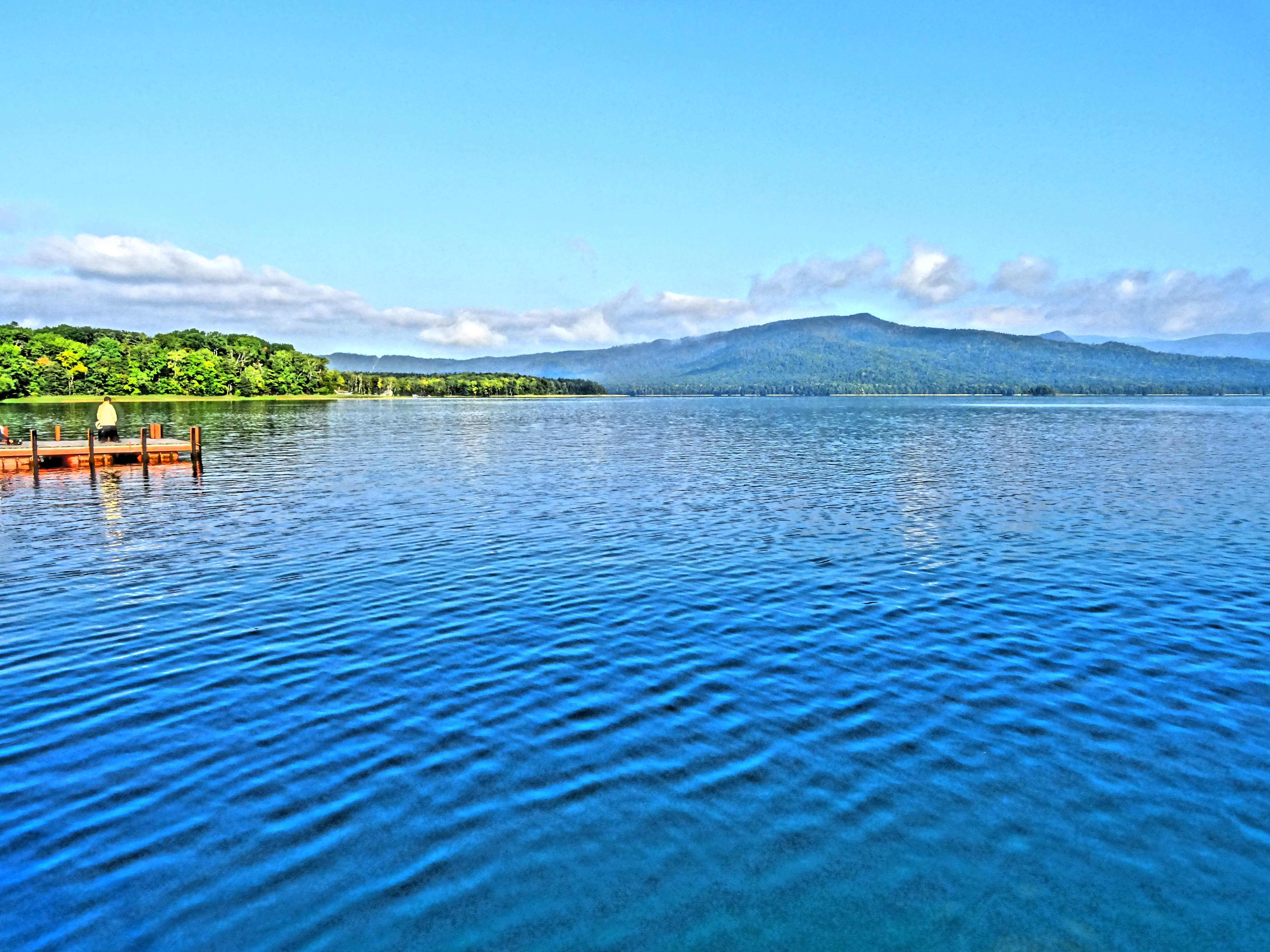
阿寒湖和阿幌岳

## 毬藻
是一種淡水性的綠藻，只分布在北半球高緯度地區的包含阿寒湖在內的少數幾個湖泊中，原住民阿伊努人稱之為to-raw-sampe（沼澤中的肝臟、心臟）或to-karip（沼澤中的球）。在阿寒湖週邊，卡通化的毬藻圖像被用在許多商品上，諸如鑰匙圈、信紙、糖果等。店家也將漂浮的毬藻絲狀個體搓揉成球販售。

## 参看
- 阿寒摩周國立公園
- 阿寒湖溫泉
- 前田正名（日语：前田正名）：致力於維護阿寒湖、阿蘇山、富士山等地的周邊自然環境，成立了專門維護阿寒湖周邊自然環境的「阿寒前田一歩園」。
- 前田光子（日语：前田光子）：前田正名之次子媳，被稱為「阿寒之母」，將「阿寒前田一歩園」改設為「前田一步園財團」。

## 外部連結
- （日語） 阿寒觀光協會 （页面存档备份，存于）
  - （繁體中文） 阿寒湖觀光信息 （页面存档备份，存于）
  - （简体中文） 阿寒湖觀光信息 （页面存档备份，存于）
- （日語） 前田一步園財團 （页面存档备份，存于）
- （日語） 阿寒湖漁會 （页面存档备份，存于）